# Weenermoor

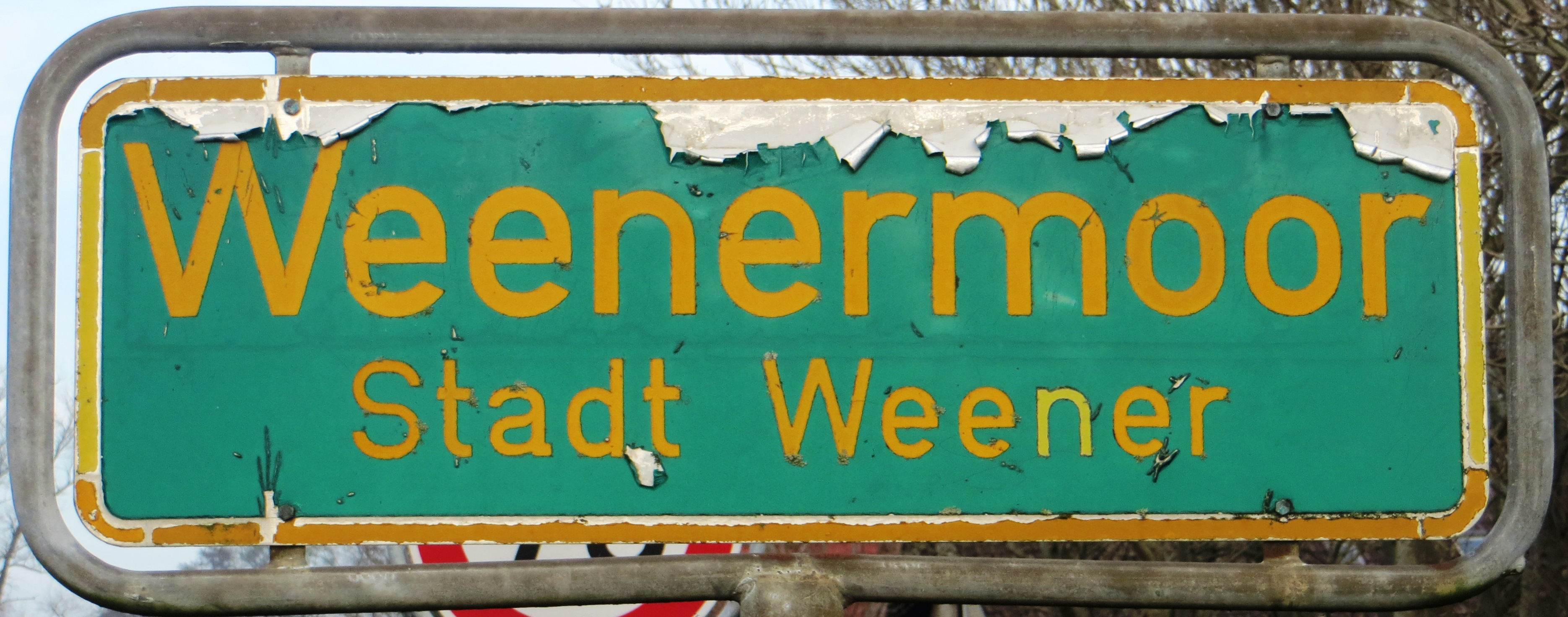
Ortseingangsschild

Weenermoor ist ein Ortsteil der Stadt Weener im ostfriesischen Rheiderland. Der Ort hat 347 Einwohner.

## Lage und Gebiet
Weenermoor ist eine Reihensiedlung. Sie liegt nordwestlich von Weener parallel zur A 31 auf leicht erhöht liegenden eiszeitlichen, wasserdurchlässigen Mineralböden (Podsol-Gley-Böden). Westlich des Ortes befinden sich ausgedehnte Hochmoorflächen, östlich davon mäßig fruchtbare, überschlickte Niederungsmoore. Zwischen Weenermoor und Weener lag das Weener Meer, ein heute verlandeter Binnensee.

## Geschichte
Spätestens im 13. und 14. Jahrhundert (doch vermutlich viel früher) begann in Weenermoor die Urbarmachung und Besiedelung durch Aufstreckung. Die so entstandenen Grundstücke hatten eine Breite zwischen 35 und knapp 100 m und erreichten mit der Zeit eine Länge von bis zu vier Kilometern. Erstmals wurde der Ort 1428 als Weninghermoer urkundlich erwähnt. Ein zweiter Siedlungskern entwickelte sich im Overmoor. Über diesen ist wenig bekannt. Vermutet wird, dass der Name im Zusammenhang mit überschwemmten Gebieten steht.
Aus dieser Zeit wurden östlich des heutigen Dorfkerns auf Warfen alte Hausplätze und der Kirchhof der heute wüst liegenden, mittelalterlichen Vorgängersiedlungen Weenermoors aus dem 13./14. Jahrhundert entdeckt. Diese Siedlung hatte große Probleme mit der Entwässerung, so dass sie in mehreren Schritten an den heutigen Standort verlegt wurde. Auch die anhaltende Moorkultivierung trug zur Verlagerung des Dorfes in Richtung Westen bei. Nach und nach wurden im alten Dorfkern die Häuser abgebrochen und weiter westlich neu erbaut. Einige Einwohner blieben zurück. Die so entstandenen Höfe sind keine Aussiedlerhöfe. Sie werden noch heute Eenhus, Tweehusen und Dreehusen. genannt. 1664 wuchsen so Overmoor und Weenigermoor zusammen. Doch baute man noch 1660 eine neue Kirche am Mittelweg, deren Standort wegen des Strohdaches Strohkarken genannt wurde. Der Friedhof diente im Frühjahr als Sammelplatz für Hollandsgänger. Im Jahre 1815 war die Kirche eingestürzt. Südwestlich ihres Standortes wurde 1824 die heutige Weenermoorer Kirche angelegt, womit die Verlegung des Dorfes abgeschlossen wurde. Im Jahre 1891 wurde Overmoor in Weenermoor eingemeindet.
Nach dem Zweiten Weltkrieg nahm der Ort eine für Ostfriesland durchschnittliche Zahl an Heimatvertriebenen auf.
Am 1. Januar 1973 wurde Weenermoor in die Stadt Weener eingegliedert.

## Bevölkerungsentwicklung
Der Ortsteil Weenermoor ist nicht mit der ehemaligen Gemeinde deckungsgleich.
| Jahr | Einwohner |
| ---- | --------- |
| 1823 | 572       |
| 1848 | 836       |
| 1871 | 797       |
| 1885 | 975       |
| 1905 | 1050      |
| 1925 | 1275      |
| 1933 | 1302      |
| 1946 | 1628      |
| 1950 | 1660      |
| 1956 | 1487      |
| 1961 | 1606      |
| 1970 | 1829      |
| 2009 | 367       |